# Christian Lopez

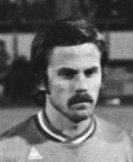
Lopez 1976 als Spieler

Christian Lopez (* 15. März 1953 in Aïn Temouchent, Algerien) ist ein ehemaliger französischer Fußballspieler und -trainer.

## Die Spielerkarriere

### Im Verein
Der Ende der 1950er Jahre mit seinen Eltern aus dem seinerzeit französischen Algerien nach Frankreich gekommene Christian Lopez spielte zunächst bei der AS Cannes. Noch als Jugendlicher wechselte er 1969 zur AS Saint-Étienne, wo ihn der Doyen der französischen Erfolgstrainer, Albert Batteux, und anschließend der junge Übungsleiter Robert Herbin als seinen eigenen Nachfolger aufbaute. Den eleganten Libero zeichnete insbesondere sein Tackling und ein gutes Kopfballspiel aus. Bereits in der Saison 1973/74 spielte er sich in die Stammformation des Erstligisten hinein, bildete mit dem ebenfalls noch jungen Vorstopper Oswaldo Piazza eine starke Innenverteidigung und gewann am Ende dieser Spielzeit mit den Verts (so die geläufige Bezeichnung des Klubs) auch gleich den Doublé, also Landesmeisterschaft und Pokal.
Diesen doppelten Erfolg wiederholte Lopez mit Saint-Étienne im folgenden Jahr, in dem er auch erstmals in die Nationalelf berufen wurde. Er fehlte lediglich im allerletzten Ligaspiel – und das freiwillig: Die Mannschaft wollte ihrem Trainer Herbin auch auf dem Rasen noch einmal den Triumph gönnen, von den Fans gefeiert zu werden, und Lopez räumte bereitwillig die Liberoposition für den Mann, der wesentlich zu seinem kometenhaften Aufstieg beigetragen hatte.
1976 folgte der dritte Meistertitel in Serie; in diesem Jahr stand er mit seinem Verein außerdem auch im Endspiel um den Europapokal der Landesmeister, das die Verts allerdings mit 0:1 gegen Bayern München verloren.
In den Jahren bis 1982 fügte Christian Lopez seiner Erfolgsliste einen vierten Meister- und einen dritten Pokaltitel hinzu, stand auch in zwei weiteren Pokalendspielen, die die AS Saint-Étienne nicht gewann, und blieb mit Ausnahme der Saison 1979/80 (nur 28 der 38 Ligaspiele) von größeren Verletzungen verschont. Seine womöglich schwärzeste Stunde durchlitt er im Pokalfinale 1982: nach 120 Minuten stand es 2:2 gegen Paris Saint-Germain; anschließend trafen zunächst sämtliche Schützen im entscheidenden Elfmeterschießen – und als sechster leistete sich der zuverlässige Libero den einzigen Fehlschuss der Elf in den grünen Trikots. Das Alphabet der Fußballer, mit denen er in seinen 11 Jahren bei Saint-Étienne zusammen gespielt hat, liest sich wie ein Who's who des französischen Fußballs der 1970er: Bathenay, Battiston, Ćurković, Janvion, Lacombe, Larios, Platini, Rep, H. Revelli, Rocheteau, Santini, Zimako …
1982, direkt nach der Fußball-WM, verpflichtete ihn der FC Toulouse, wo er drei weitere Jahre in der Division 1 spielte, aber keinen weiteren Titel mehr gewinnen konnte. Nach der Saison 1985/86, die Lopez beim zweitklassigen Montpellier La Paillade SC absolvierte, beendete er seine Spielerlaufbahn.

#### Stationen
- AS Cannes (bis 1969; als Jugendlicher)
- AS Saint-Étienne (1969–1982, ab 1972 in der Profimannschaft)
- Toulouse FC (1982–1985)
- Montpellier La Paillade SC (1985/86, in der D2)

### Der Nationalspieler
Zwischen März 1975 und Juli 1982 bestritt Christian Lopez 39 Länderspiele für die Équipe Tricolore, erzielte dabei auch ein Tor und war in 9 Spielen Mannschaftskapitän. Sein Problem bei den Bleus war, dass seine Karriere nahezu zeitgleich mit der von Marius Trésor verlief, so dass Lopez häufig auf der ungeliebten Vorstopperposition und vereinzelt sogar als Außenverteidiger aufgestellt wurde. Er gehörte zum französischen Kader bei der Weltmeisterschaft 1978, wo er in zwei der drei Spiele in der Anfangsformation stand und im Spiel gegen Ungarn sein einziges Länderspieltor erzielte. Ebenso war er bei der WM 1982 dabei, stand hier in den ersten beiden Vorrundenbegegnungen auf dem Feld, saß die folgenden drei Spiele nur auf der Bank und wurde sowohl im denkwürdigen Halbfinale in Sevilla gegen Deutschland als auch im Spiel um Platz 3 erst nach einer Stunde eingewechselt. Nach dem 4. Platz in Spanien beendete Christian Lopez seine Karriere in der Nationalelf.

## Der Trainer Lopez
Nach 1986 hat er mehrere Amateurklubs trainiert, unter anderem in Montélimar und Bastia, und hauptberuflich in der Versicherungsbranche gearbeitet. Seit 2001 trainiert er den Nachwuchs der AS Cannes, aus der er einst selbst hervorgegangen war, und inzwischen auch die französische U17-Nationalmannschaft.

## Palmarès
- Französischer Meister: 1974, 1975, 1976, 1981 (und Vizemeister 1982)
- Französischer Pokalsieger: 1974, 1975, 1977 (und Finalist 1981, 1982)
- Europapokal der Landesmeister: Finalist 1976; insgesamt 43 Europapokalspiele (2 Tore)
- 39 A-Länderspiele (1 Tor); WM-Teilnehmer 1978 (2 Einsätze) und 1982 (4 Einsätze)
- 429 D1-Einsätze und 30 Tore (350/23 für Saint-Étienne, 79/7 für Toulouse)